# Global Action in the Interest of Animals

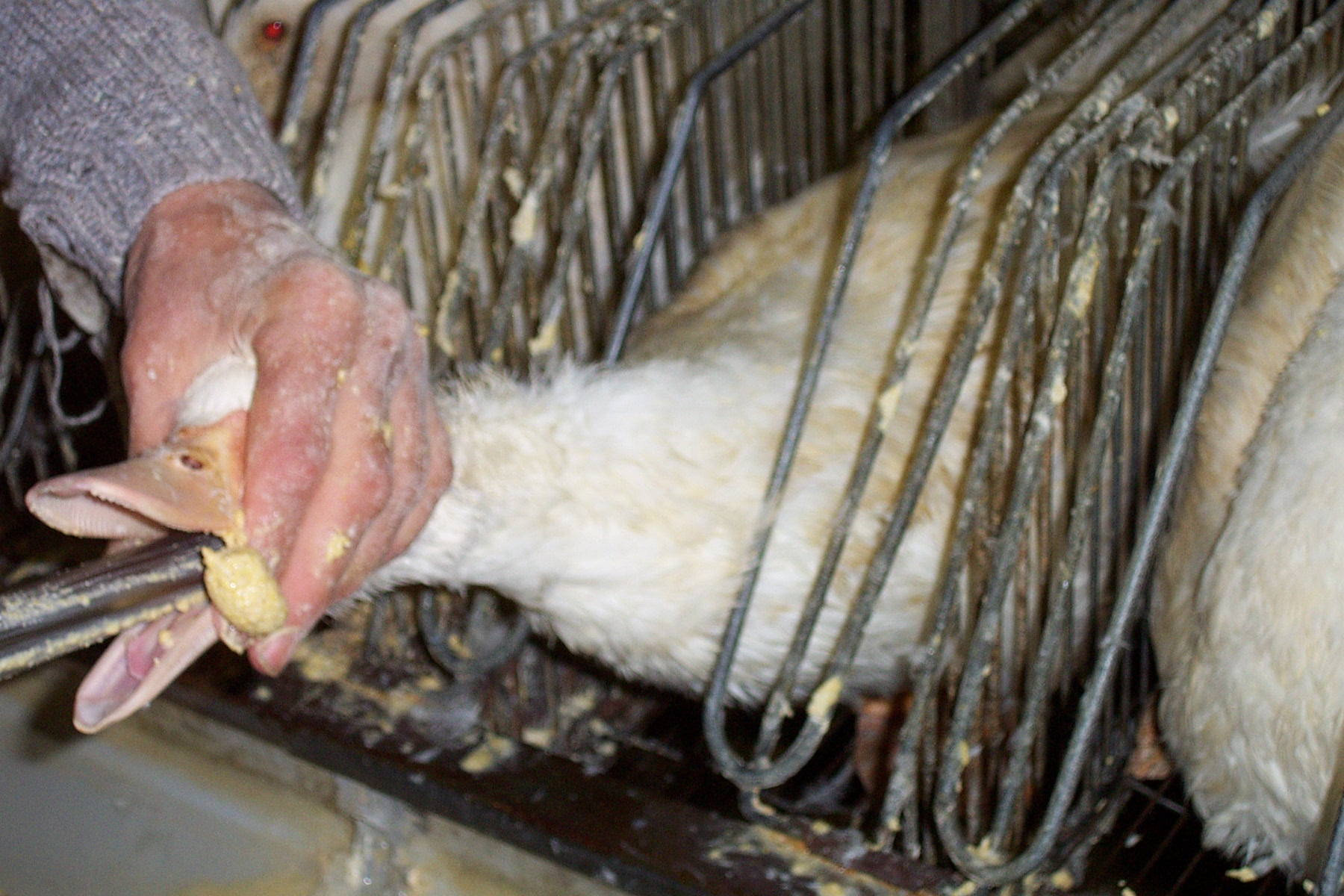
Foie grascontroverse

Global Action in the Interest of Animals, afgekort GAIA, is een Belgische pressiegroep die opkomt voor wat zij de "rechten en het welzijn van de dieren" noemen. Hun doel is "rekening houden met elk wezen dat pijn en genot kan ervaren". Na anderhalf jaar voorbereiding werd de organisatie opgericht op 10 juni 1992 en aan de pers voorgesteld met frontman Michel Vandenbosch.
In 1995 kiest de organisatie Bond zonder Bont om samen te gaan met Gaia en acties op poten te zetten tegen pelzen en bont.  
Vanaf 1999 is Gaia lid van het raadgevend comité van het Federaal Agentschap voor de Veiligheid van de Voedselketen. Voor de algemene verkiezingen van 2024 riep het op in nationale campagne om niet voor de cd&v en PS te stemmen. Sammy Mahdi (cd&v) reageerde door te zeggen dat de campagne iets is "wat je zou verwachten bij extremistische partijen".

## Acties[2]
De acties die GAIA voert zijn heel divers: van ludiek tot confronterend, en van protestacties tot educatieve projecten. Acties van GAIA zijn altijd geweldloos.
- In 1992 op 26 juni was de eerste actie: het vreedzaam bezetten van een kippenslachthuis in Aalst.
- In augustus 1992 werd de eerste actie op Waregem Koerse gedaan.
- Tijdens de kerstperiode van 1992 was er de campagne "Vrede begint op ons bord" aan het slachthuis van Heppen.
- Op 4 oktober 1992 (Werelddierendag) namen op de markt van Mol menselijke slaven de plaats in van dieren. Twee dagen later adviseerde de Raad voor Dierenwelzijn aan de Minister de verkoop van huisdieren op markten te verbieden. Het verbod kwam er door politieke perikelen pas in april 1995.
- 10 juni 1993 op hun eerste verjaardag hield Gaia opendeurdag in een varkensbedrijf om de bezoekers het leed te laten ervaren.
- In december 1993 bracht Gaia choquerende undercoverbeelden uit van de productie van foie gras.
- Na een oproep van Gaia om de paardenbloedspelen te Sint-Eloois-Winkel te saboteren in oktober 1993 werden ze verboden door toenmalig Minister van Binnenlandse Zaken Louis Tobback. Ook werden ze verboden in 1994 na een nieuwe actie waarop in 1995 een definitief verbod komt op straatpaardenkoersen.
- In 1994 deed Gaia een "schrijf hen vrij"-actie (confer Amnesty International) in de strijd tegen legbatterijen voor kippen.
- In 1995 werd op Waregem Koerse voor een nieuwe soort actie gekozen. Aan de VIP-ingang werd een paardenkerkhofpoort gezet en werden de sponsors van het evenement aangepakt met de actie "... (firma) heeft bloed aan zijn handen". Hierdoor werden samen met Gaia de hindernissen aangepast in 1996.
- In 1996 voerde Gaia campagne tegen de kist-kalverhouderijen op verschillende plaatsen. Deze werden verboden in 1997 en verdwenen tegen 2007.
- In november 1997 en februari 1998 voerde Gaia campagne aan de bonthandel Pelsland. Deze stapte naar de rechtbank voor een actieverbod en een schadevergoeding. De rechtbank gaf in 2001 Gaia ten gronde gelijk, waarmee hun recht op actie erkend werd.[3]
- In 1997 voerde Gaia samen met buurtbewoners in Chapelle-lez-Herlaimont een protestactie tegen de bouw van een legbatterij voor 1 miljoen kippen. Deze kwam er uiteindelijk niet.
- Na verschillende acties tegen wedstrijden, koersen en tradities werden alleen wedstrijden met paarden, duiven en honden nog toegelaten. Hierdoor kwam er door een wet in 1998 een eind aan de kikkerkruiwedstrijd te Sankt Vith, het visdrinken te Geraardsbergen en het rattenrijden in Zaffelare.
- Op 10 juni 1998 startte de wekelijkse campagne in samenwerking met Animaux en Péril tegen de paardenmarkt van Sint-Jans-Molenbeek. Een maand later, op 16 juli, werden deze definitief afgeschaft.
- Op 19 januari 1999 bracht Gaia met de nieuwjaarsboodschap "We zijn 1999, alleen holbewoners dragen bont" en op 7 maart 2000 met protest tegen de afslachting van zeehonden voor de Noorse ambassade het bontverhaal terug op de voorgrond.
- Op 9 en 10 juni 1999 namen 3 actievoerders post in een batterijkooi voor het Ministerie van Landbouw omdat de Belgische regering nog geen standpunt had tegen deze legbatterij. Op de landbouwraad van 15 juni 1999 werd deze verboden vanaf 2012.
- Op 16 november 2000 werden, na een actie in samenwerking met Animaux en Péril, schokkende beelden uitgebracht van zware dierenmishandeling in de veemarkten van Ciney en Anderlecht. Er kwam heel wat reactie en er werden 7 veehouders vervolgd door het parket van Brussel.
- In mei-juni 2001 trok Gaia het land door in de strijd tegen zeugboxen. Een bevraging van Dimarso liet verstaan dat 9 op 10 Belgen voor een verbod waren. De zeugboxen werden verboden op 19 juni 2001 door de Europese landbouwministers.
- Vanaf 1 juni 2002 is er een positieflijst voor dieren die wél gehouden mogen worden. Deze lijst laat 42 diersoorten toe om als huisdier te hebben waardoor het houden en de smokkel in exotische dieren verboden is. Hierdoor sloot de Zoo van Limburg, Avif.
- In 2004 protesteerde GAIA tegen de dierenmishandeling op de veemarkten. Sindsdien is veel verbeterd.
- Op 12 december 2005 weigerde de NMBS mee te werken aan een campagne van GAIA tegen het eten van foie gras en de wijze waarop de ganzen behandeld worden. De affiches, die op de spoorwegstations opgehangen zouden worden, werden als te choquerend ervaren. Op 13 december 2005 weigerde ook de MIVB mee te werken aan het plaatsen van de gewraakte affiches.
- In de strijd tegen proeven op dieren in de cosmetica werkt Gaia op Europees niveau samen met onder meer Chrissie Hynde. Op 31 augustus 2001 keurde de Belgische regering alternatieve testmethodes goed om bestaande producten te hertesten.
- Door acties tussen 1993 en 1999 waaronder toneel, filmpjes, labellen van foie gras met de tekst "Foie gras is de zieke lever van een gemarteld dier", verminderde het consumeren van foie gras in België.
- Gaia voerde ook verschillende acties voor betere omstandigheden tijdens veetransporten door onder andere jaarlijkse betogingen en een sit-in.
- In oktober 2013 lanceerde GAIA een radiospot waarin een schaap vertelt over het lot dat hem te wachten staat. Op het einde van de spot worden de politici opgeroepen om rituele slachting zonder verdoving van schapen te stoppen, dit naar aanleiding van het offerfeest op 15 september.[4] De joodse en moslimgemeenschap voelde zich echter gestigmatiseerd en dreigde met juridische stappen, onder meer via het Centrum voor Gelijkheid van Kansen en voor Racismebestrijding. De directeur van GAIA, Ann De Greef, zei hierop: “Het enige dat wij gedaan hebben, is het verhaal vertellen vanuit het standpunt van een schaap. Meer moet je daar niet achter zoeken. De spot is bovendien volledig gericht op de politici, want de publieke opinie is het al met ons eens.”[5]

## Kritiek
De acties van Gaia vallen niet altijd in goede aarde bij de beroepsfederaties van vleesverwerkende industrie. Het is ook niet altijd duidelijk of Gaia het bij het rechte eind heeft. De organisaties hekelen dat Gaia ervoor kiest om excessen, die in elke omgeving of industrietak bestaan, voor te stellen als de gangbare manier van werken en zodoende de consument misleiden.
In april 2016 reageerde alzheimeronderzoeker Bart De Strooper van KU Leuven en University College London op een column van Michel Vandenbosch voor nog strengere wetgeving op dierenproeven door te stellen dat de huidige regelgeving en procedures voor het gebruik van muizen bij alzheimeronderzoek nu al een zware last en kost voor de gemeenschap meebrengen, en dat nog striktere regelgeving proefdierenonderzoek in België onmogelijk zou maken.